# Ludwigshafener SC
Ludwigshafener SC – niemiecki klub piłkarski, grający obecnie w Verbandslidze Südwest (odpowiednik szóstej ligi), mający siedzibę w mieście Ludwigshafen am Rhein (w dzielnicy Gartenstadt), leżącym w Nadrenii-Palatynacie.

## Historia
- 19.10.1925 – został założony jako SV Hochfeld
- 1945 – został rozwiązany
- 16.10.1945 – został na nowo założony jako ASV Hochfeld
- 11.05.1957 – zmienił nazwę na Ludwigshafener SC 1925

## Sukcesy
- 4 sezony w Oberlidze Südwest (1. poziom): 1959/60-1962/63.
- 7 sezonów w 2. Oberlidze Südwest (2. poziom): 1951/52-1956/57 i 1958/59.
- 4 sezony w Regionallidze Südwest (2. poziom): 1963/64-1965/66 i 1967/68.
- 11 sezonów w Amateurlidze Südwest (3. poziom): 1957/58, 1966/67, 1968/69-1975/76 i 1977/78.
- 9 sezonów w Verbandslidze Südwest (4. poziom): 1978/79-1986/87.
- mistrz Amateurliga Südwest  (3. poziom): 1958 (awans do 2. Oberligi Südwest) oraz 1967 (awans do Regionalligi Südwest)
- mistrz Bezirksliga Vorderpfalz (4. poziom): 1977 (awans do Amateurligi Südwest)
- wicemistrz 2. Oberliga Südwest  (2. poziom): 1959 (awans do Oberligi Südwest)